# Seminari Teològic Rabí Isaac Elchanan

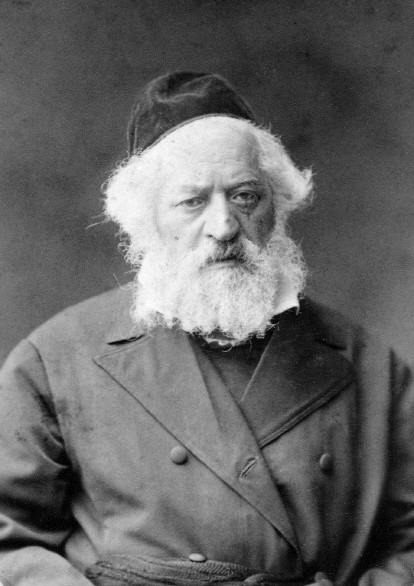
Fotografia de rabí Isaac Elchanan.

El Seminari Teològic Rabí Isaac Elchanan (en anglès estatunidenc: Rabbi Isaac Elchanan Theological Seminary) (RIETS) és el seminari rabínic de la Universitat Yeshiva, està situat al nord de Manhattan, a Nova York, al barri de Washington Heights. Porta el nom del Rabí Isaac Elchanan Spektor, que va morir l'any de la seva fundació, en 1896.
El Seminari Teològic Rabí Isaac Elchanan, està afiliat a la Universitat Yeshiva, és un centre capdavanter en l'estudi del Talmud i en moltes altres àrees de l'estudi tradicional de la Torà, així com en la formació professional dels rabins i els educadors. La Universitat Yeshiva ofereix recerca acadèmica i beques.
El seminari ofereix un pla d'estudis dual de pregrau en estudis religiosos i seculars. A més de les seves diverses escoles de pregrau, la universitat inclou la Facultat de Medicina Albert Einstein, i les escoles professionals i de postgrau en dret, psicologia, treball social, educació, administració i estudis acadèmics jueus.